# ヒルブロウ・タワー
座標: 南緯26度11分13秒 東経28度2分57秒 / 南緯26.18694度 東経28.04917度
ヒルブロウ・タワー（英語: Hillbrow Tower）は、南アフリカ共和国ハウテン州ヨハネスブルグ市都市圏F区ヒルブロウにある電波塔である。

## 概要
テルコムSAの通信事業のために建設された。かつては観光客も入ることができたが、1981年以降は認められていない。

## 歴史
- 1968年6月 - 建設開始。
- 1971年4月 - 完成。
- 1981年 - 観光客の入場を停止する。